# Linha de Carangola
| Spurweite: | 1000 mm (Meterspur) |                        |                        |
| |                     |                        |                        |
| Porciúncula–Murundu |                     |                        |                        |
| \| \| \| Linha de Manhuaçu \| \| \| \| 0,0 \| Porciúncula \| Porciúncula \| \| \| \| Linha de Manhuaçu \| \| \| \| \| Natividade \| \| \| \| \| Bananeiras \| \| \| \| \| Cândido Froes \| \| \| \| \| Ramal do Poço Fundo \| \| \| \| \| Itaperuna \| \| \| \| \| Aré \| \| \| \| \| Nossa Senhora da Penha \| \| \| \| \| Paraíso \| \| \| \| \| Italva \| \| \| \| \| Cardoso Moreira \| \| \| \| \| Doutor Matos \| \| \| \| \| Linha do Litoral \| \| \| \| \| Murundu \| \| \| \| \| Linha do Litoral \| \| |                     |                        |                        |
| Strecke von links (außer Betrieb) |                     | Linha de Manhuaçu      | Linha de Manhuaçu      |
| Bahnhof (Strecke außer Betrieb) | 0,0                 | Porciúncula            | Porciúncula            |
| Abzweig geradeaus und nach rechts (Strecke außer Betrieb) |                     | Linha de Manhuaçu      | Linha de Manhuaçu      |
| Bahnhof (Strecke außer Betrieb) |                     | Natividade             | Natividade             |
| Bahnhof (Strecke außer Betrieb) |                     | Bananeiras             | Bananeiras             |
| Bahnhof (Strecke außer Betrieb) |                     | Cândido Froes          | Cândido Froes          |
| Abzweig geradeaus und nach links (Strecke außer Betrieb) |                     | Ramal do Poço Fundo    | Ramal do Poço Fundo    |
| Bahnhof (Strecke außer Betrieb) |                     | Itaperuna              | Itaperuna              |
| Bahnhof (Strecke außer Betrieb) |                     | Aré                    | Aré                    |
| Bahnhof (Strecke außer Betrieb) |                     | Nossa Senhora da Penha | Nossa Senhora da Penha |
| Bahnhof (Strecke außer Betrieb) |                     | Paraíso                | Paraíso                |
| Bahnhof (Strecke außer Betrieb) |                     | Italva                 | Italva                 |
| Bahnhof (Strecke außer Betrieb) |                     | Cardoso Moreira        | Cardoso Moreira        |
| Bahnhof (Strecke außer Betrieb) |                     | Doutor Matos           | Doutor Matos           |
| Abzweig ehemals geradeaus, ehemals nach rechts und von rechts |                     | Linha do Litoral       | Linha do Litoral       |
| Bahnhof |                     | Murundu                | Murundu                |
| Strecke nach links |                     | Linha do Litoral       | Linha do Litoral       |

Die Linha de Carangola ist eine historische Eisenbahnlinie in Brasilien die von der Eisenbahngesellschaft Estrada de Ferro Leopoldina operiert wurde.

## Geschichte
Die Eisenbahngesellschaft Companhia Estrada de Ferro do Carangola wurde am 20. März 1875 gegründet. Die Gesellschaft hatte verschiedene Konzessionen für Strecken in den damaligen Provinzen von Rio de Janeiro und Espírito Santo. Unter diesen Linien war auch die spätere Linha de Carangola, die erst 1890 in die Estrada de Ferro Leopoldina übernommen wurde. Der erste Streckenteil dieser Linie zwischen Murundu und Santo Antonio do Carangola (Porciúncula) wurde in den Jahren 1878 bis 1886 gebaut. Nach 1973 schloss die Nachfolge-Gesellschaft RFFSA am 31. Dezember 1973 den Streckenteil zwischen Porciúncula und Itaperuna, und am 1. November 1977 die restliche Strecke.